# Jung Me
Jung Me Chai (* 1966 in Seoul, Südkorea) ist eine deutsche Kuratorin und Autorin koreanischer Abstammung.

## Karriere
Jung Me Chai absolvierte ihr Kunststudium an der Gerrit Rietveld Academie in Amsterdam an der Fakultät „Audio Visual“. Seither lebt und arbeitet sie in Berlin und Seoul als Kuratorin und Autorin.
Seit 2008 ist sie als Autorin für das Webzine ARKO des Arts Council Korea tätig und berichtet über die deutsche und europäische Kunstszene. Sie publiziert kunstbezogene Kolumnen für das Kunstmagazin The Monthly Art Magazine Wolgan Misul.
2011–2014 betreute sie das Projekt „Transfer Korea-NRW“ am Kultur-Sekretariat-NRW.
Sie ist die Gründungsdirektorin der Projektraum Diskurs Berlin und ist Gründungsmitglied des Kunstvereins 701 e.V., Düsseldorf.
Zuletzt kuratierte sie u. a. folgende Ausstellungen: AES+F - Lost, Hybrid, Inverted, Jeonnam Museum of Art, Korea; No More Daughters And Heroes, The Goyang Cultural Foundation, Korea; Kleines Affektchen (Part Film, Video, Performance), Museum Bochum; Show Me Your Selfie, Aram Art Museum, Korea. Sie war Gastkuratorin der 4. Mediations Biennale, Poznan 2014 und Asia Triennial in Manchester 2018.

## Publikationen, Herausgeberschaften (Auswahl)
- LETTER (to us), Billboard Exhibition, Hrsg., ISBN 978-3-9821884-4-7
- Interlude, Hrsg., ISBN 978-3-9821884-1-6
- Via Lewandowsky GEOMETRY OF OBEDIENCE, Hrsg., ISBN 978-3-9818757-1-3
- Until The Moment, Hrsg., ISBN 978-3-9818757-4-4
- Something To Believe In, Hrsg., ISBN 978-3-9818757-5-1
- La Table Ronde, Hrsg., ISBN 978-3-9818757-2-0
- connected [in], Hrsg., ISBN 978-3-9818757-2-0
- In/Sub Text, Hrsg., ISBN 978-3-9818757-1-3

## Kuratorische Projekte (Auswahl)
- 2001: Grand Canyon, für Film-, Video-, Performance, mit kuratiert von Gia Edzgveradze, Museum Bochum
- 2004: Kleines Affektchen, für Film, Video, Performance mit kuratiert von Gia Edzgveradze, Museum Bochum
- 2006: Junge Kunst in Düsseldorf, Kunstauktion, Kunstverein 701e.V., Ernst & Young, K20 Düsseldorf, Christie’s
- 2009: Committee for the nomination of artists, Hangaram Art Museum, Seoul Arts Center, Südkorea
- 2010: A different similarity, Museum Bochum[2]
- 2013: ANYBODY WHO IS DISTURBED BY FLOW OF INFORMATION, SAVVY Contemporary, Berlin with Bonaventure Soh Bejeng Ndikung, Curator-at-Large, documenta 14
- 2014: Latex Ideology, The 4th Mediations Biennale Poznań, Guest Curator
- 2014: 25/25/25, Kunstmuseum Bochum, Anniversary Project of Kunststiftung NRW
- 2017: Station Paradox, Momentum, Berlin, Co-Curator Rachel Rits-Volloch
- 2018: If you are not a bird, Asia Triennial Manchester 2018, Guest Curator
- 2019: Show Me YOur Selfie, Aram Art Museum, Südkorea
- 2021: AES+F - Lost, Hybrid, Inverted, Jeonnam Museum of Art, Südkorea

## Preise
- Berlagefonds, Amsterdam (Preis für Audio Visual), 2001[3]
- Filmförderung für den kurzen Film, Foundation Filmstad, Den Haag, 2001
- Stipendium Kunst & Sprache, Kulturstiftung Sparkasse Unna, 2002